# Tản văn
Tản văn (tiếng Pháp: prose) theo nghĩa đen là văn xuôi, nhưng hiện nay tản văn được dùng để chỉ một phạm vi xác định, không hoàn toàn khớp với thuật ngữ văn xuôi.
Nếu văn xuôi trong nghĩa rộng chỉ loại văn đối lập với văn vần, trong nghĩa hẹp là chỉ các tác phẩm văn học phân biệt với kịch, thơ, bao gồm phạm vi rộng tiểu thuyết, truyện vừa, truyện ngắn, kí, tiểu phẩm chính luận thì tản văn chỉ phạm vi văn xuôi hẹp hơn, không bao gồm các loại truyện hư cấu như tiểu thuyết, truyện ngắn. Nó là một loại hình văn học ngang với thơ, kịch, tiểu thuyết. Nhưng mặt khác tản văn lại có nội hàm rộng hơn khái niệm của kí, vì nội dung chứa cả những truyện ngụ ngôn hư cấu lẫn các thể văn xuôi khác như thư, tựa, bạt, du kí,...
Tản văn là loại văn xuôi ngắn gọn, hàm súc, có thể trữ tình hoặc không, tự sự, nghị luận, miêu tả phong cảnh, khắc họa nhân vật. Lối thể hiện đời sống của tản văn mang tính chất chấm phá, không nhất thiết đòi hỏi có cốt truyện phức tạp, nhân vật hoàn chỉnh nhưng có cấu trúc độc đáo, có giọng điệu, cốt cách cá nhân. Điều cốt yếu là tản văn tái hiện được nét chính của các hiện tượng giàu ý nghĩa xã hội, bộc lộ trực tiếp tình cảm, ý nghĩa mang đậm bản sắc cá tính của tác giả.
Trong văn học cổ, tản văn bao gồm các áng văn kinh, truyện, tử, tập như Mạnh Tử, Tả truyện, Sử kí, các bài biểu, chiếu, cáo,hịch, phú, minh, luận,... Trong văn học hiện đại, tản văn bao gồm các thể kí, tuỳ bút, văn tiểu phẩm, văn chính luận, tạp văn,ngụ ngôn, chân dung văn học,...
Tản văn là loại văn tự do, dài ngắn tuỳ ý, cách thể hiện đa dạng, đặc biệt là thể hiện nổi bật chính kiến và cá tính tác giả, có truyền thống lâu đời và sức sống mạnh mẽ.